# Zbîtîn, Dubno
Zbîtîn (în ucraineană Збитин) este un sat în comuna Hirnîkî din raionul Dubno, regiunea Rivne, Ucraina.

## Demografie
Componența lingvistică a localității Zbîtîn
     Ucraineană (99,21%)
     Alte limbi (0,8%)
Conform recensământului din 2001, majoritatea populației localității Zbîtîn era vorbitoare de ucraineană (99,21%), existând în minoritate și vorbitori de alte limbi.